# Dana Durecová
Dana Durecová (10 de septiembre de 1965) es una deportista checa que compitió en lucha libre. Ganó una medalla de bronce en el Campeonato Mundial de Lucha de 1994, en la categoría de 44 kg.

## Palmarés internacional
| Campeonato Mundial | Campeonato Mundial | Campeonato Mundial | Campeonato Mundial |
| Año                | Lugar              | Medalla            | Categoría          |
| ------------------ | ------------------ | ------------------ | ------------------ |
| 1994               | Sofía (Bulgaria)   | Medalla de bronce  | 44 kg              |